# Qin Shaobo
Qin Shaobo (1982 Guangxi; ) (en chino: 秦少波) es un actor, acróbata y contorsionista chino.

## Carrera
Qin es un acróbata profesional de renombre internacional. Debutó en el cine en el año 2001 interpretando el papel de Yen, un acróbata, en la película Ocean's Eleven de 2001, compartiendo elenco con destacados actores de Hollywood como George Clooney, Julia Roberts, Brad Pitt, Andy García y Matt Damon. Retomó el papel en 2004 en Ocean's Twelve y de nuevo en la secuela Ocean's Thirteen. En 2018 participó en una nueva película de la saga, Ocean's 8, esta vez en un elenco conformado por actrices como Cate Blanchett, Rihanna, Anne Hathaway, Sandra Bullock, Helena Bonham Carter y Awkwafina. En las películas interpreta a un acróbata y contorsionista extremadamente talentoso que colabora con el grupo de Danny Ocean en millonarios robos.
Nacido en Guangxi, China en 1982, Qin realizó su primera actuación como acróbata a la edad de once años y supo inmediatamente que esa era la carrera que quería seguir. Ese verano, cuando su familia lo inscribió en una escuela de acróbatas, desistió dos días después. Le tomó tres intentos más antes de encontrar el valor para permanecer inscrito y continuar con el intenso entrenamiento. Finalmente llegó a los Estados Unidos, donde se entrena en Los Ángeles para las giras internacionales de su compañía.

## Filmografía
| Año  | Título           | Rol | Notas                 |
| ---- | ---------------- | --- | --------------------- |
| 2001 | Ocean's Eleven   | Yen | Debut cinematográfico |
| 2004 | Ocean's Twelve   | Yen |                       |
| 2007 | Ocean's Thirteen | Yen |                       |
| 2018 | Ocean's Eight    | Yen |                       |